# Mihail Kogălniceanu (okręg Jałomica)
Mihail Kogălniceanu – wieś w Rumunii, w okręgu Jałomica, w gminie Mihail Kogălniceanu. W 2011 roku liczyła 2959 mieszkańców.